# Akokana FC
El Akokana FC es un equipo de fútbol de Níger que juega en la Primera División de Níger, la liga de fútbol más importante del país.

## Historia
Fue fundado en la ciudad de Arlit y es el club de fútbol más importante de la ciudad y el único equipo de Arlit en jugar en la Primera División de Níger. No cuenta con títulos de liga y han ganado un título de copa en 4 finales que han disputado, la cual ganaron en el año 2001 luego de vencer por penales al Jangorzo FC.
A nivel internacional han participado en un torneo continental, en la Recopa Africana 2002, en la cual fueron eliminados en la ronda preliminar por el Gazelle FC de Chad.

## Palmarés
- Copa de Níger: 1

2000/01

## Participación en competiciones de la CAF
| Temporada | Torneo          | Ronda      | Club       | Casa | Visita | Global |
| --------- | --------------- | ---------- | ---------- | ---- | ------ | ------ |
| 2002      | Recopa Africana | Preliminar | Gazelle FC | 0-0  | 1-3    | 1-3    |

## Jugadores

### Jugadores destacados
- Yahoussa Ibrahim
- Marou Mallam
- Amadou Moutari